# Salpetersyre
Salpetersyre er en stærk syre; en vandklar, farveløs og stærkt ætsende væske. I vandige opløsninger dissocieres så godt som alle salpetersyremolekyler i nitrationer og hydrogenioner. Salte af salpetersyre kaldes for nitrater, og næsten alle disse nitrat-salte er opløselige i vand.

## Fremstilling
Salpetersyre fremstilles ud fra kvælstofdioxid og vand. I den såkaldte Ostwald-proces fremskaffes kvælstofdioxiden ved at ammoniak reagerer med ilt på en katalysator af platin og danner kvælstofoxid, som derefter oxideres til kvælstofdioxid.

## Tekniske anvendelser
Salpetersyre i sig selv reagerer med de fleste metaller, og finder derfor anvendelse inden for metallurgi og raffinering af metaller. Aqua regia (også kaldet kongevand) er en blanding af salpetersyre og saltsyre, og dette er et af de få reagenser der kan opløse guld og platin. Syren angriber ikke aluminium, og den blev derfor tidligere brugt til afkalkning af aluminiumskedler.
Salpetersyre bruges desuden til:
- Iltningsmiddel for raketmotorer
- Råstof for fremstilling af andre kemikalier, herunder
  - Kunstgødning
  - Sprængstoffer
  - Syntese af organiske forbindelser

## Miljøforhold
Salpetersyre dannes i naturen ud fra nitrater udledt fra menneskelige aktiviteter, og derfor er salpetersyre en af de forbindelser der findes i syreregn og bidrager til forsuring af jordbund og vandmiljøet.

## Sundhed og sygdom
Salpetersyre er stærkt ætsende, og forårsager i koncentreret form misfarvning af huden (gullige pletter) og brandsår i øjne og luftveje.